# 菊地謙大郎
菊地 謙大郎（きくち けんたろう、1978年3月1日 -）は、日本の作曲家、ピアニスト。

## 概要
映画や舞台等への楽曲提供を行っている。主宰を務める「LAID8RECORDS」のアコースティックバンド「ARCADIA」「TRIANGLE ZERO」、東日本大震災被災地復興プロジェクト「Grape Berry」では作曲・ピアノを担当。水墨画家・中野素芳の席上揮毛のBGMとして、ピアノ演奏を行っており、ドイツ・ベルリン、バンベルクでのパフォーマンス、ワークショップ、インド・ブネーでの日印大文化交流会にも参加している。

## 映画
- 『恋まち物語』（愛媛県西条市、2005）
- 『ふるさとがえり』（えな心の合併プロジェクト 2011）[1]
- 『知多半島映画祭』メインテーマソング「BE WITH YOU FOREVER」（2013）

メディシネマ
- 『たとえ夜は長くても』（Sonet-M3・2006）
- 『夏のゆずりは』（ベーリンガーインゲルハイム・2006）

## 舞台作品
- 『2008夢見る力』（劇団PH-7 2008）
- 『深海序章』（天然求心力アルファ 2009）
- 『遊星カノン』（劇団PH-7 VS 劇団☆唐海賊 2009）
- 『深海』（天然求心力アルファ 2010）
- 『はなほう』（ヤスコ☆會 2011）
- 『タクワン連獅子』（劇団PH-7 2012）
- 『少女仮面』
  - （オルガンヴィトー 2012-2013）
  - （大久保了PRESENTS 2013）
- 『火の昔、ハレの日、幻色闘鱗記』（劇団PH-7 2014）

## CD作品
- FRUITAGE（2007年8月1日）

1. SUMMER
2. COZYMASS IN WONDERLAND
3. A GATE OF DESERT
4. A TALE OF DESERT
5. BIRTHDAY PARTY
6. KAKUHEN
7. HELPLESS(WITH A LITTLE BIT OF HOPE)
8. SUCIDE RENDEZVOUS
9. PERMANENT PRACTICE
10. THE END OF THE LINE
11. BEAUTIFUL DAYS

- 故郷（2013年8月24日）

1. BEYOND THE WORDS(PIANO TRIO)
2. GOING HOME(PIANO TRIO)
3. 僕の故郷
4. BEYOND THE WORDS(STRING QUARTET)
5. GOING HOME

## メディア出演

### ラジオ
- 菊地謙大郎「きくっちゃんねるGaGa」（2021年4月 - 、Tokyo Star Radio）